# Distrito de Sera
El distrito de Sera (世羅郡 Sera-gun?) es un distrito localizado en la prefectura de Hiroshima, Japón. En junio de 2019 tenía una población estimada de 15.318 habitantes y una densidad de población de 55,1 personas por km². Su área total es de 278,14 km².

## Localidades
- Sera